# Ferdinand Filips van Orléans

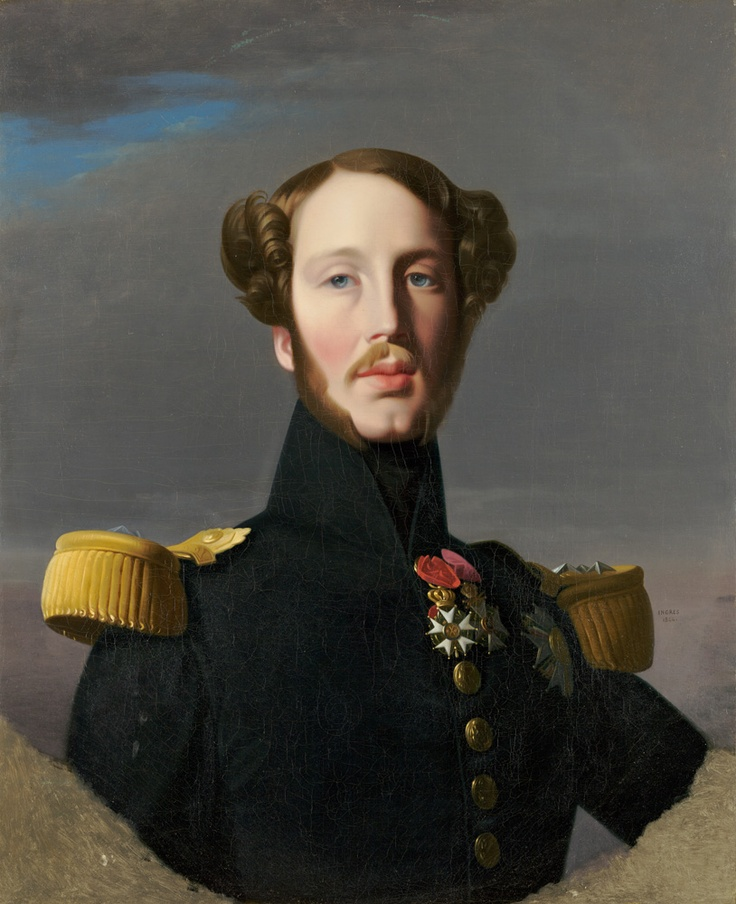
Portret van Ferdinand Filips van Orléans door Jean-Auguste-Dominique Ingres, circa 1842.

Ferdinand Filips Karel Hendrik van Orléans (Palermo, 3 september 1810 - Sablonville, 13 juli 1842) was van 1830 tot aan zijn dood kroonprins van Frankrijk en hertog van Orléans. Hij behoorde tot het huis Bourbon-Orléans.

## Levensloop

### Jeugd en studies
Ferdinand Filips was de oudste zoon van hertog Lodewijk Filips van Orléans, vanaf 1830 onder de naam Lodewijk Filips I tevens koning van Frankrijk, uit diens huwelijk met Maria Amalia van Bourbon-Sicilië, dochter van koning Ferdinand I der Beide Siciliën. Hij kreeg de titel van hertog van Chartres, droeg de rang van prins van den bloede en werd aangesproken als Doorluchtige Hoogheid.
Hij werd geboren in het Palazzo d'Orléans in Palermo. Hij bezocht Frankrijk voor het eerst in 1814, ten tijde van de Eerste Restauratie, en sinds 1817 woonde hij hier permanent. Ferdinand Filips kreeg een liberale opvoeding en volgde lessen aan het Collège Henri-IV en de École polytechnique in Parijs, waar hij zich een briljante student toonde. Nadat hij in 1819 Groot-Brittannië had bezocht, vervoegde hij zich in Lunéville bij het eerste huzarenregiment van het Franse leger. In 1824 werd hij door koning Karel X benoemd tot kolonel en kreeg hij de rang van Koninklijke Hoogheid.

### Militaire carrière en rol als kroonprins
Tijdens de Julirevolutie trok Ferdinand Filips aan het hoofd van zijn huzarenregiment naar Parijs. Nadat koning Karel X werd afgezet en zijn vader de Franse troon aanvaardde, werd hij kroonprins en kreeg hij de titel van hertog van Orléans. Ook werd hij op verzoek van zijn vader lid van de Raad van State, waar hij vaak botste met de doctrinairen. Toen Casimir Pierre Périer in maart 1831 eerste minister werd, wilde hij deze functie enkel aanvaarden als Ferdinand Filips uit de Raad van State werd gezet, wat dus geschiedde.
In november 1831 kregen de jonge hertog van Orléans en maarschalk Nicolas Jean-de-Dieu Soult de opdracht om de opstand van zijdewerkers in Lyon neer te slaan. Hij kweet zich van die moeilijke taak zonder geweld en slaagde erin de tegenstanders van de Julimonarchie snel te sussen en zelfs een zekere populariteit te verwerven. Tijdens de choleraepidemie in 1832 ging hij zonder aarzelen de ernstigst zieke patiënten in het Hôtel Dieu bezoeken, begeleid door eerste minister Périer, die toen besmet raakte met de ziekte en overleed. Ferdinand Filips werd beschouwd als een genereuze prins, die oprecht bezig was met de armen. De politicus Odilon Barrot zag in hem zelfs de enige prins die de democratische ambities van het moderne Frankrijk kon verzoenen met het erfgoed van het koninklijke verleden. Op 2 maart 1832 kreeg hij onder de Civiele Lijst van zijn vader een jaarinkomen van 1 miljoen Franse frank toegewezen.
In 1831 vocht hij in zijn eerste militaire campagne: de Tiendaagse Veldtocht, waarbij Frankrijk het pas onafhankelijk geworden België verdedigde tegen de troepen van koning Willem I der Nederlanden. In 1832 keerde hij terug naar België, als commandant van de voorhoede van het Noordelijk Leger, en vocht hij mee in het offensief aan de Citadel van Antwerpen. Drie jaar later, in 1835, begeleidde Ferdinand Filips maarschalk Bertrand Cauzel naar Algerije, om de strijd aan te gaan tegen emir Abd al-Kader. Daar nam hij deel aan de Slag bij Habrah, waarbij hij gewond raakte, en aan de innames van Mascara (december 1835) en Tlemcen (januari 1836). In de herfst van 1839 ging hij een tweede keer naar Algerije, toen het Franse leger het Algerijnse binnenland ging veroveren. In maart 1840 vocht hij een derde keer in Algerije en nam hij deel aan de veldslagen nabij Affroun, Oued'Ger en Bois des Oliviers en de inname van Teniah de Mouzaïa. Na deze campagne werd Ferdinand Filips definitief teruggeroepen naar Frankrijk. De hertog van Orléans zette zich ook in voor de verbetering van de levensconditie en het moreel van de Franse troepen.

### Huwelijk
Nadat verschillende huwelijksonderhandelingen waren mislukt, koos Ferdinand Filips familie Helena van Mecklenburg-Schwerin (1814-1858) als zijn toekomstige echtgenote. Zij was een kleindochter van groothertog Frederik Frans I van Mecklenburg-Schwerin en een nicht van koning Frederik Willem III van Pruisen. Haar familie verzette zich tegen een huwelijk, maar de ambitieuze Helena ging toch akkoord. Op 30 mei 1837 vond in het kasteel van Fontainebleau het huwelijk van Ferdinand Filips en Helena plaats. Normaal gezien had de bruiloft in de Notre-Dame van Parijs moeten plaatsvinden, maar aartsbisschop Hyacinthe-Louis de Quélen weigerde dit wegens het religieuze verschil tussen bruid en bruidegom – Ferdinand Filips was immers katholiek en Helena protestants. Het echtpaar had een gelukkig huwelijk en kreeg in korte tijd twee zonen: Louis Philippe (1838-1894), graaf van Parijs en Frans troonpretendent, en Robert (1840-1910), hertog van Chartres en militair in het Franse leger.

### Ferdinand Filips en de kunsten
Ferdinand Filips was een liefhebber van literatuur, muziek en schone kunsten. Hij besteedde een groot deel van zijn inkomen aan het kopen van kunst of het steunen van cultuur. Ook was hij gepassioneerd door moderne kunst en bezat hij heel wat schilderijen van kunstenaars uit zijn tijd, zoals Ary Scheffer, Eugène Delacroix en Alexandre-Gabriel Decamps. Tevens schetste hij een aantal etsen en lithografieën.

### Overlijden
Op 13 juli 1842 stierf hij op tragische wijze. Ferdinand Filips reisde naar Neuilly-sur-Seine om zijn familie te bezoeken toen de paarden die hem vervoerden in een open koets nabij Sablonville op hol sloegen. De hertog probeerde uit het voertuig te springen, maar verloor zijn evenwicht en viel op zijn hoofd, waarbij hij een schedelbreuk opliep. Ondanks de beste zorgen van de artsen overleed hij enkele uren later in het bijzijn van enkele familieleden die in allerijl ter plekke waren gekomen, slechts 31 jaar oud. Drie dagen later vond in de Notre-Dame van Parijs zijn uitvaartdienst plaats. Hij werd bijgezet in de Koninklijke Kapel van Dreux.

## Kwartierstaat
| Lodewijk Filips I van Orléans (1725-1785) | Lodewijk Filips I van Orléans (1725-1785) | Lodewijk Filips I van Orléans (1725-1785) | Lodewijk Filips I van Orléans (1725-1785) | Lodewijk Filips I van Orléans (1725-1785)  | Lodewijk Filips I van Orléans (1725-1785)  | Louise Henriëtte van Bourbon (1726-1759)   | Louise Henriëtte van Bourbon (1726-1759)   | Louise Henriëtte van Bourbon (1726-1759)   | Louise Henriëtte van Bourbon (1726-1759)   | Louise Henriëtte van Bourbon (1726-1759)    | Louise Henriëtte van Bourbon (1726-1759)    |                                             |                                             | Lodewijk Jan Maria van Bourbon (1725-1793)  | Lodewijk Jan Maria van Bourbon (1725-1793)  | Lodewijk Jan Maria van Bourbon (1725-1793)    | Lodewijk Jan Maria van Bourbon (1725-1793)    | Lodewijk Jan Maria van Bourbon (1725-1793)    | Lodewijk Jan Maria van Bourbon (1725-1793)    | Maria Theresia Félicia van Modena (1726-1754) | Maria Theresia Félicia van Modena (1726-1754) | Maria Theresia Félicia van Modena (1726-1754) | Maria Theresia Félicia van Modena (1726-1754) | Maria Theresia Félicia van Modena (1726-1754) | Maria Theresia Félicia van Modena (1726-1754) |                                  |                                  | Karel III van Spanje (1716-1788) | Karel III van Spanje (1716-1788) | Karel III van Spanje (1716-1788) | Karel III van Spanje (1716-1788) | Karel III van Spanje (1716-1788)           | Karel III van Spanje (1716-1788)           | Maria Amalia van Saksen (1724-1760)        | Maria Amalia van Saksen (1724-1760)        | Maria Amalia van Saksen (1724-1760)        | Maria Amalia van Saksen (1724-1760)        | Maria Amalia van Saksen (1724-1760)          | Maria Amalia van Saksen (1724-1760)          |                                              |                                              | Frans I Stefan van Lotharingen (1708–1765)   | Frans I Stefan van Lotharingen (1708–1765)   | Frans I Stefan van Lotharingen (1708–1765) | Frans I Stefan van Lotharingen (1708–1765) | Frans I Stefan van Lotharingen (1708–1765) | Frans I Stefan van Lotharingen (1708–1765) | Maria Theresia van Oostenrijk (1717-1780) | Maria Theresia van Oostenrijk (1717-1780) | Maria Theresia van Oostenrijk (1717-1780) | Maria Theresia van Oostenrijk (1717-1780) | Maria Theresia van Oostenrijk (1717-1780) | Maria Theresia van Oostenrijk (1717-1780) |  |  |  |  |  |  |  |  |  |  |  |  |  |  |  |  |  |  |  |  |  |  |  |  |  |  |  |  |  |  |  |  |  |  |  |  |  |  |  |  |  |  |  |  |  |  |  |  |
| Lodewijk Filips I van Orléans (1725-1785) | Lodewijk Filips I van Orléans (1725-1785) | Lodewijk Filips I van Orléans (1725-1785) | Lodewijk Filips I van Orléans (1725-1785) | Lodewijk Filips I van Orléans (1725-1785)  | Lodewijk Filips I van Orléans (1725-1785)  | Louise Henriëtte van Bourbon (1726-1759)   | Louise Henriëtte van Bourbon (1726-1759)   | Louise Henriëtte van Bourbon (1726-1759)   | Louise Henriëtte van Bourbon (1726-1759)   | Louise Henriëtte van Bourbon (1726-1759)    | Louise Henriëtte van Bourbon (1726-1759)    |                                             |                                             | Lodewijk Jan Maria van Bourbon (1725-1793)  | Lodewijk Jan Maria van Bourbon (1725-1793)  | Lodewijk Jan Maria van Bourbon (1725-1793)    | Lodewijk Jan Maria van Bourbon (1725-1793)    | Lodewijk Jan Maria van Bourbon (1725-1793)    | Lodewijk Jan Maria van Bourbon (1725-1793)    | Maria Theresia Félicia van Modena (1726-1754) | Maria Theresia Félicia van Modena (1726-1754) | Maria Theresia Félicia van Modena (1726-1754) | Maria Theresia Félicia van Modena (1726-1754) | Maria Theresia Félicia van Modena (1726-1754) | Maria Theresia Félicia van Modena (1726-1754) |                                  |                                  | Karel III van Spanje (1716-1788) | Karel III van Spanje (1716-1788) | Karel III van Spanje (1716-1788) | Karel III van Spanje (1716-1788) | Karel III van Spanje (1716-1788)           | Karel III van Spanje (1716-1788)           | Maria Amalia van Saksen (1724-1760)        | Maria Amalia van Saksen (1724-1760)        | Maria Amalia van Saksen (1724-1760)        | Maria Amalia van Saksen (1724-1760)        | Maria Amalia van Saksen (1724-1760)          | Maria Amalia van Saksen (1724-1760)          |                                              |                                              | Frans I Stefan van Lotharingen (1708–1765)   | Frans I Stefan van Lotharingen (1708–1765)   | Frans I Stefan van Lotharingen (1708–1765) | Frans I Stefan van Lotharingen (1708–1765) | Frans I Stefan van Lotharingen (1708–1765) | Frans I Stefan van Lotharingen (1708–1765) | Maria Theresia van Oostenrijk (1717-1780) | Maria Theresia van Oostenrijk (1717-1780) | Maria Theresia van Oostenrijk (1717-1780) | Maria Theresia van Oostenrijk (1717-1780) | Maria Theresia van Oostenrijk (1717-1780) | Maria Theresia van Oostenrijk (1717-1780) |  |  |  |  |  |  |  |  |  |  |  |  |  |  |  |  |  |  |  |  |  |  |  |  |  |  |  |  |  |  |  |  |  |  |  |  |  |  |  |  |  |  |  |  |  |  |  |  |
|                                           |                                           |                                           |                                           |                                            |                                            |                                            |                                            |                                            |                                            |                                             |                                             |                                             |                                             |                                             |                                             |                                               |                                               |                                               |                                               |                                               |                                               |                                               |                                               |                                               |                                               |                                  |                                  |                                  |                                  |                                  |                                  |                                            |                                            |                                            |                                            |                                            |                                            |                                              |                                              |                                              |                                              |                                              |                                              |                                            |                                            |                                            |                                            |                                           |                                           |                                           |                                           |                                           |                                           |  |  |  |  |  |  |  |  |  |  |  |  |  |  |  |  |  |  |  |  |  |  |  |  |  |  |  |  |  |  |  |  |  |  |  |  |  |  |  |  |  |  |  |  |  |  |  |  |
|                                           |                                           |                                           |                                           | Lodewijk Filips II van Orléans (1747-1793) | Lodewijk Filips II van Orléans (1747-1793) | Lodewijk Filips II van Orléans (1747-1793) | Lodewijk Filips II van Orléans (1747-1793) | Lodewijk Filips II van Orléans (1747-1793) | Lodewijk Filips II van Orléans (1747-1793) |                                             |                                             |                                             |                                             |                                             |                                             | Louise Marie Adélaïde van Bourbon (1753−1821) | Louise Marie Adélaïde van Bourbon (1753−1821) | Louise Marie Adélaïde van Bourbon (1753−1821) | Louise Marie Adélaïde van Bourbon (1753−1821) | Louise Marie Adélaïde van Bourbon (1753−1821) | Louise Marie Adélaïde van Bourbon (1753−1821) |                                               |                                               |                                               |                                               |                                  |                                  |                                  |                                  |                                  |                                  | Ferdinand I der Beide Siciliën (1751-1825) | Ferdinand I der Beide Siciliën (1751-1825) | Ferdinand I der Beide Siciliën (1751-1825) | Ferdinand I der Beide Siciliën (1751-1825) | Ferdinand I der Beide Siciliën (1751-1825) | Ferdinand I der Beide Siciliën (1751-1825) |                                              |                                              |                                              |                                              |                                              |                                              | Maria Carolina van Oostenrijk (1752-1814)  | Maria Carolina van Oostenrijk (1752-1814)  | Maria Carolina van Oostenrijk (1752-1814)  | Maria Carolina van Oostenrijk (1752-1814)  | Maria Carolina van Oostenrijk (1752-1814) | Maria Carolina van Oostenrijk (1752-1814) |                                           |                                           |                                           |                                           |  |  |  |  |  |  |  |  |  |  |  |  |  |  |  |  |  |  |  |  |  |  |  |  |  |  |  |  |  |  |  |  |  |  |  |  |  |  |  |  |  |  |  |  |  |  |  |  |
|                                           |                                           |                                           |                                           | Lodewijk Filips II van Orléans (1747-1793) | Lodewijk Filips II van Orléans (1747-1793) | Lodewijk Filips II van Orléans (1747-1793) | Lodewijk Filips II van Orléans (1747-1793) | Lodewijk Filips II van Orléans (1747-1793) | Lodewijk Filips II van Orléans (1747-1793) |                                             |                                             |                                             |                                             |                                             |                                             | Louise Marie Adélaïde van Bourbon (1753−1821) | Louise Marie Adélaïde van Bourbon (1753−1821) | Louise Marie Adélaïde van Bourbon (1753−1821) | Louise Marie Adélaïde van Bourbon (1753−1821) | Louise Marie Adélaïde van Bourbon (1753−1821) | Louise Marie Adélaïde van Bourbon (1753−1821) |                                               |                                               |                                               |                                               |                                  |                                  |                                  |                                  |                                  |                                  | Ferdinand I der Beide Siciliën (1751-1825) | Ferdinand I der Beide Siciliën (1751-1825) | Ferdinand I der Beide Siciliën (1751-1825) | Ferdinand I der Beide Siciliën (1751-1825) | Ferdinand I der Beide Siciliën (1751-1825) | Ferdinand I der Beide Siciliën (1751-1825) |                                              |                                              |                                              |                                              |                                              |                                              | Maria Carolina van Oostenrijk (1752-1814)  | Maria Carolina van Oostenrijk (1752-1814)  | Maria Carolina van Oostenrijk (1752-1814)  | Maria Carolina van Oostenrijk (1752-1814)  | Maria Carolina van Oostenrijk (1752-1814) | Maria Carolina van Oostenrijk (1752-1814) |                                           |                                           |                                           |                                           |  |  |  |  |  |  |  |  |  |  |  |  |  |  |  |  |  |  |  |  |  |  |  |  |  |  |  |  |  |  |  |  |  |  |  |  |  |  |  |  |  |  |  |  |  |  |  |  |
|                                           |                                           |                                           |                                           |                                            |                                            |                                            |                                            |                                            |                                            | Lodewijk Filips I van Frankrijk (1773-1850) | Lodewijk Filips I van Frankrijk (1773-1850) | Lodewijk Filips I van Frankrijk (1773-1850) | Lodewijk Filips I van Frankrijk (1773-1850) | Lodewijk Filips I van Frankrijk (1773-1850) | Lodewijk Filips I van Frankrijk (1773-1850) |                                               |                                               |                                               |                                               |                                               |                                               |                                               |                                               |                                               |                                               |                                  |                                  |                                  |                                  |                                  |                                  |                                            |                                            |                                            |                                            |                                            |                                            | Marie Amélie van Bourbon-Sicilië (1782-1866) | Marie Amélie van Bourbon-Sicilië (1782-1866) | Marie Amélie van Bourbon-Sicilië (1782-1866) | Marie Amélie van Bourbon-Sicilië (1782-1866) | Marie Amélie van Bourbon-Sicilië (1782-1866) | Marie Amélie van Bourbon-Sicilië (1782-1866) |                                            |                                            |                                            |                                            |                                           |                                           |                                           |                                           |                                           |                                           |  |  |  |  |  |  |  |  |  |  |  |  |  |  |  |  |  |  |  |  |  |  |  |  |  |  |  |  |  |  |  |  |  |  |  |  |  |  |  |  |  |  |  |  |  |  |  |  |
|                                           |                                           |                                           |                                           |                                            |                                            |                                            |                                            |                                            |                                            | Lodewijk Filips I van Frankrijk (1773-1850) | Lodewijk Filips I van Frankrijk (1773-1850) | Lodewijk Filips I van Frankrijk (1773-1850) | Lodewijk Filips I van Frankrijk (1773-1850) | Lodewijk Filips I van Frankrijk (1773-1850) | Lodewijk Filips I van Frankrijk (1773-1850) |                                               |                                               |                                               |                                               |                                               |                                               |                                               |                                               |                                               |                                               |                                  |                                  |                                  |                                  |                                  |                                  |                                            |                                            |                                            |                                            |                                            |                                            | Marie Amélie van Bourbon-Sicilië (1782-1866) | Marie Amélie van Bourbon-Sicilië (1782-1866) | Marie Amélie van Bourbon-Sicilië (1782-1866) | Marie Amélie van Bourbon-Sicilië (1782-1866) | Marie Amélie van Bourbon-Sicilië (1782-1866) | Marie Amélie van Bourbon-Sicilië (1782-1866) |                                            |                                            |                                            |                                            |                                           |                                           |                                           |                                           |                                           |                                           |  |  |  |  |  |  |  |  |  |  |  |  |  |  |  |  |  |  |  |  |  |  |  |  |  |  |  |  |  |  |  |  |  |  |  |  |  |  |  |  |  |  |  |  |  |  |  |  |
|                                           |                                           |                                           |                                           |                                            |                                            |                                            |                                            |                                            |                                            |                                             |                                             |                                             |                                             |                                             |                                             |                                               |                                               |                                               |                                               |                                               |                                               |                                               |                                               |                                               |                                               |                                  |                                  |                                  |                                  |                                  |                                  |                                            |                                            |                                            |                                            |                                            |                                            |                                              |                                              |                                              |                                              |                                              |                                              |                                            |                                            |                                            |                                            |                                           |                                           |                                           |                                           |                                           |                                           |  |  |  |  |  |  |  |  |  |  |  |  |  |  |  |  |  |  |  |  |  |  |  |  |  |  |  |  |  |  |  |  |  |  |  |  |  |  |  |  |  |  |  |  |  |  |  |  |
|                                           |                                           |                                           |                                           |                                            |                                            |                                            |                                            |                                            |                                            |                                             |                                             |                                             |                                             |                                             |                                             |                                               |                                               |                                               |                                               |                                               |                                               |                                               |                                               |                                               |                                               |                                  |                                  |                                  |                                  |                                  |                                  |                                            |                                            |                                            |                                            |                                            |                                            |                                              |                                              |                                              |                                              |                                              |                                              |                                            |                                            |                                            |                                            |                                           |                                           |                                           |                                           |                                           |                                           |  |  |  |  |  |  |  |  |  |  |  |  |  |  |  |  |  |  |  |  |  |  |  |  |  |  |  |  |  |  |  |  |  |  |  |  |  |  |  |  |  |  |  |  |  |  |  |  |
| Ferdinand Filips van Orléans (1810-1842)  | Ferdinand Filips van Orléans (1810-1842)  | Ferdinand Filips van Orléans (1810-1842)  | Ferdinand Filips van Orléans (1810-1842)  | Ferdinand Filips van Orléans (1810-1842)   | Ferdinand Filips van Orléans (1810-1842)   |                                            |                                            | Louise Marie van Orléans (1812-1850)       | Louise Marie van Orléans (1812-1850)       | Louise Marie van Orléans (1812-1850)        | Louise Marie van Orléans (1812-1850)        | Louise Marie van Orléans (1812-1850)        | Louise Marie van Orléans (1812-1850)        |                                             |                                             | Maria van Orléans (1813-1839)                 | Maria van Orléans (1813-1839)                 | Maria van Orléans (1813-1839)                 | Maria van Orléans (1813-1839)                 | Maria van Orléans (1813-1839)                 | Maria van Orléans (1813-1839)                 |                                               |                                               | Lodewijk van Orléans (1814-1896)              | Lodewijk van Orléans (1814-1896)              | Lodewijk van Orléans (1814-1896) | Lodewijk van Orléans (1814-1896) | Lodewijk van Orléans (1814-1896) | Lodewijk van Orléans (1814-1896) |                                  |                                  | Clementine van Orléans (1817-1907)         | Clementine van Orléans (1817-1907)         | Clementine van Orléans (1817-1907)         | Clementine van Orléans (1817-1907)         | Clementine van Orléans (1817-1907)         | Clementine van Orléans (1817-1907)         |                                              |                                              | Anton van Orléans (1824-1890)                | Anton van Orléans (1824-1890)                | Anton van Orléans (1824-1890)                | Anton van Orléans (1824-1890)                | Anton van Orléans (1824-1890)              | Anton van Orléans (1824-1890)              |                                            |                                            | ... + 3 broers en 1 zuster                | ... + 3 broers en 1 zuster                | ... + 3 broers en 1 zuster                | ... + 3 broers en 1 zuster                | ... + 3 broers en 1 zuster                | ... + 3 broers en 1 zuster                |  |  |  |  |  |  |  |  |  |  |  |  |  |  |  |  |  |  |  |  |  |  |  |  |  |  |  |  |  |  |  |  |  |  |  |  |  |  |  |  |  |  |  |  |  |  |  |  |